# Saint-Benoît (Ain)
Saint-Benoît è un comune francese soppresso e frazione del dipartimento dell'Ain della regione dell'Alvernia-Rodano-Alpi. Dal 1º gennaio 2016 si è fuso con il comune di Groslée per formare il nuovo comune di Groslée-Saint-Benoît.

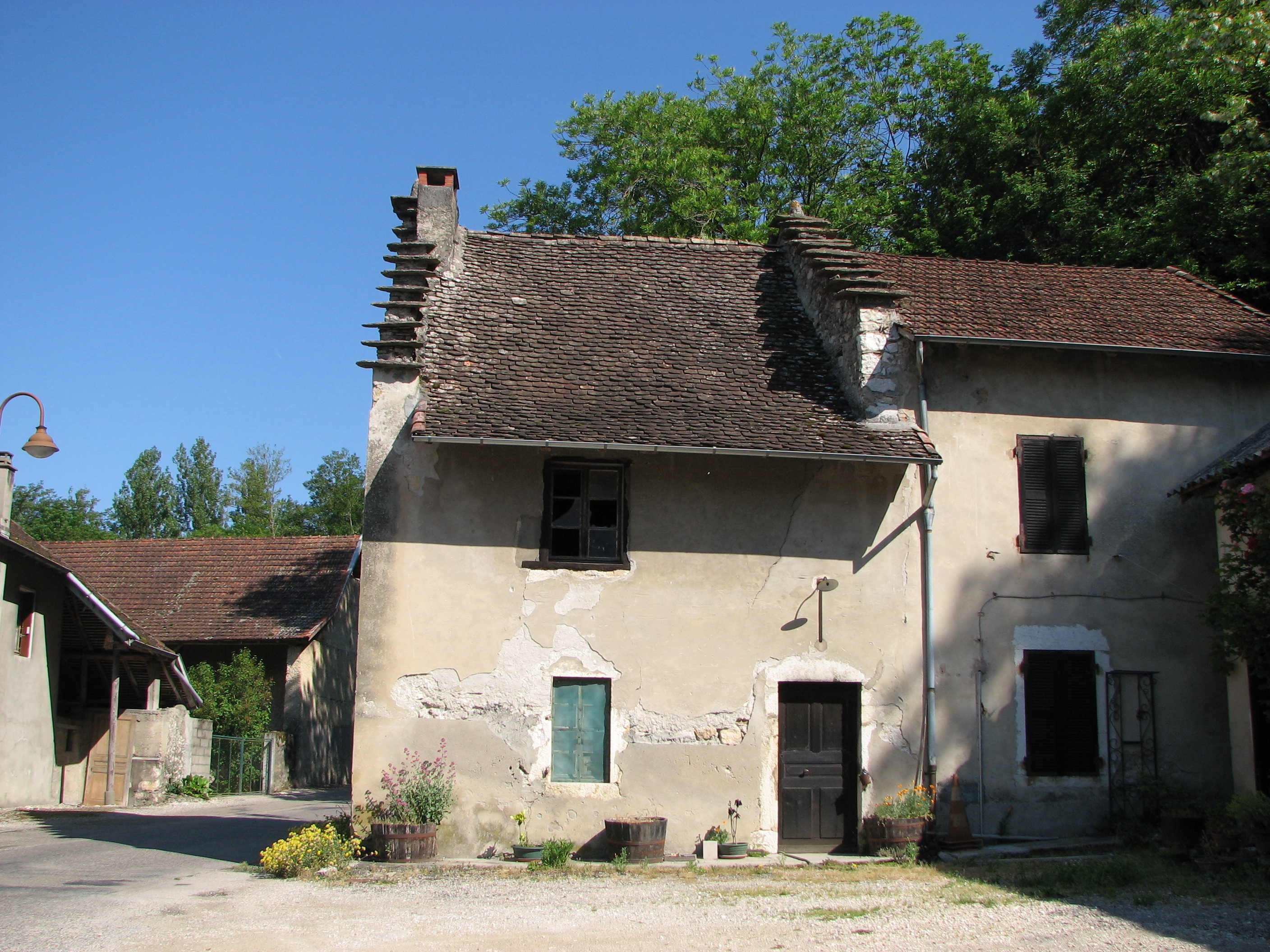
Scorcio di Saint-Benoît

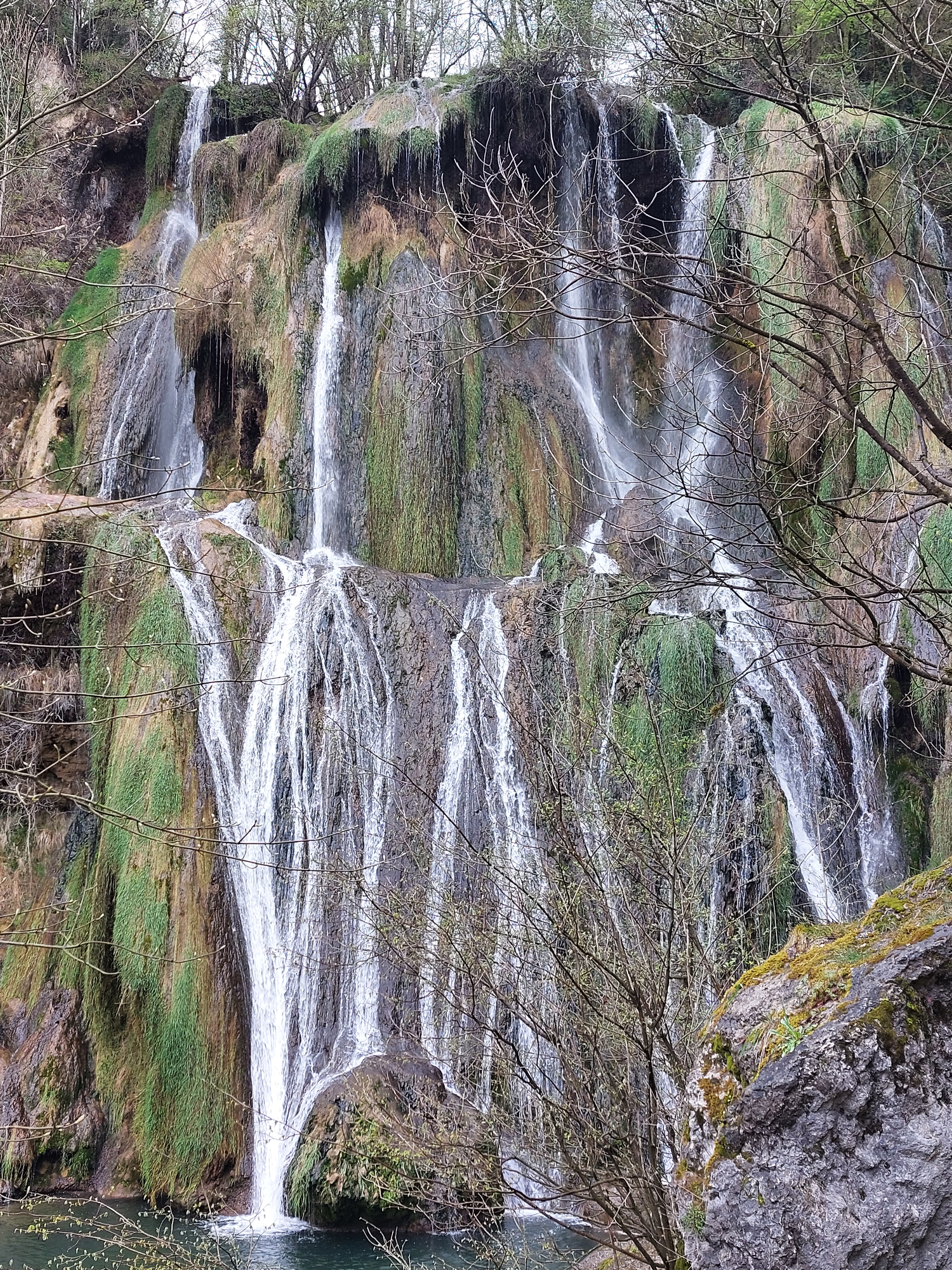
Uno scorcio della cascata di Glandieu.

## Monumenti e luoghi d'interesse
Nella frazione di Glandieu esistono le omonime cascate.

## Società

### Evoluzione demografica
Abitanti censiti